# 松本四郎
松本 四郎（まつもと しろう、1932年9月17日 - ）は、日本史学者、都留文科大学名誉教授。
横浜市生まれ。1956年横浜市立大学文理学部卒、1958年東京都立大学 (1949-2011)（現・首都大学東京）大学院修士課程修了。財団法人三井文庫専任研究員、都留文科大学教授、96年定年退官、名誉教授。

## 著書
- 『日本近世都市論』東京大学出版会 1983
- 『東京の歴史 大江戸・大東京史跡見学』岩波ジュニア新書 1988
- 『西鶴と元禄時代』新日本新書 2001
- 『町場の近代史』岩田書院 近代史研究叢書 2001
- 『幕末維新期の都市と経済』校倉書房 歴史科学叢書 2007
- 『城下町』吉川弘文館 日本歴史叢書 2013

### 共編
- 『講座日本近世史 4 元禄・享保期の政治と社会』山田忠雄共編 有斐閣 1980
- 『講座日本近世史 3 幕藩制社会の構造』深谷克己共編　有斐閣 1980
- 『講座日本近世史 5 宝暦・天明期の政治と社会』山田忠雄共編 有斐閣 1988

## 注
1. ↑  『現代日本人名録』2002年